# Поддєрьогін Денис Миколайович
Поддєрьогін Денис Миколайович — статський радник, інженер, педагог.

## Біографія
Закінчив Санкт-Петербурзький технологічний інститут за спеціальністю інженер-технолог.
До 1 березня 1895 року інспектор Одеської школи десятників з будівельної справи.
У 1895—1898 роках перший інспектор Ніжинського ремісничого училища імені А. Ф. Кушакевича.

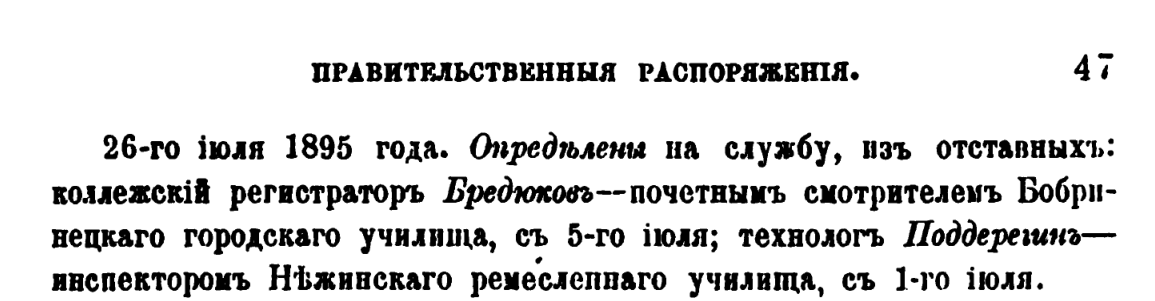
Урядове розпорядження про призначення Поддєрьогіна Дениса Миколайовича інспектором Ніжинського ремісничого училища на сторінці журналу міністерства народної освіти Російської імперії за вересень 1895 р.

У 1898—1900 роках директор Івано-Вознесенського нижчого механіко-технічного училища.
У 1900—1918 роках перший директор Олександрівського механіко-технічного училища.
За час своєї діяльності Денис Миколайович нагороджений орденами Святого Станіслава 2-го та 3-го ступенів.
Одружений із Дорою Ісааківною Шварцман, сестрою німецького та швейцарського психоаналітика Фані Ловцької та філософа Лева Шестова.

## Вшанування пам'яті
2003 року біля головного корпусу Запорізького національного технічного університету встановили погруддя Дениса Поддєрьогіна.

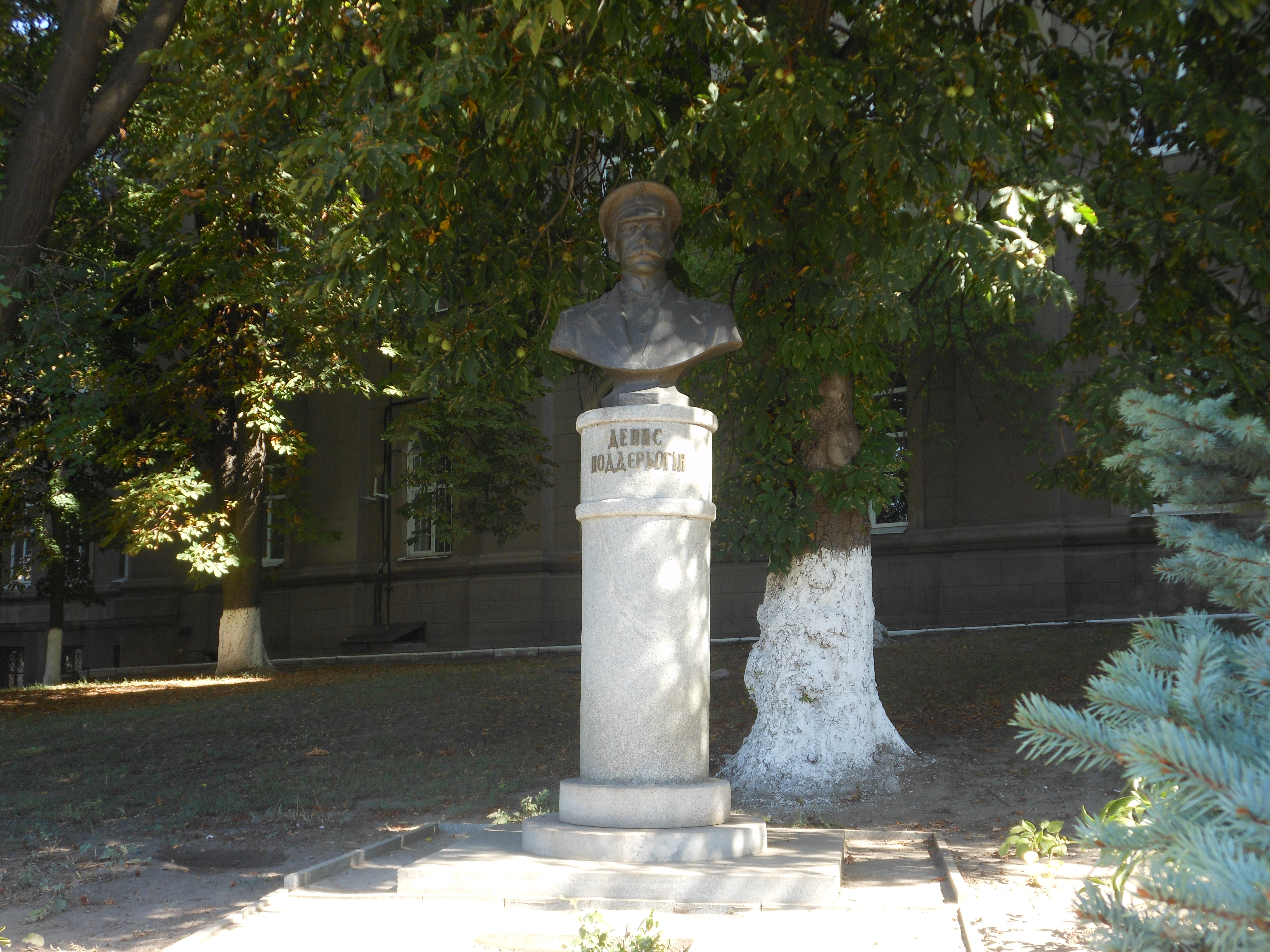
Пам'ятник Поддєрьогіну Денису біля Запорізького технічного університету